# سكوفيل جنكينز
سكوفيل جنكينز (بالإنجليزية: Scoville Jenkins)‏ مواليد 23 سبتمبر 1986 في أتلانتا، هو لاعب كرة مضرب أمريكي سابق بدأ مسيرته كمحترف سنة 2004 وكان يلعب باليد اليمنى، اعتزل اللعب في 2010. أعلى تصنيف له في الفردي كان المركز الـ 187 في سنة 2009. أعلى تصنيف له في الزوجي كان المركز الـ 198 في سنة 2006.

## روابط خارجية
- سكوفيل جنكينز على موقع رابطة محترفي التنس (الإنجليزية)
- سكوفيل جنكينز على موقع الاتحاد الدولي لكرة المضرب (الإنجليزية)
- سكوفيل جنكينز على موقع خلاصة التنس.كوم (الإنجليزية)
- سكوفيل جنكينز على موقع إي إس بي إن.كوم (الإنجليزية)